# Filip Hološko
Filip Hološko, né le 17 janvier 1984 à Piešťany en Slovaquie, est un footballeur international slovaque qui évolue au poste d'attaquant au Slovan Bratislava et en équipe nationale de Slovaquie.

## Biographie

### Carrière en club
En décembre 2007, il est transféré du Vestel Manisaspor au Besiktas pour une somme de 5 millions d'euros + les attaquants Burak Yılmaz et Koray Avci.

### Carrière internationale
En 2003 il participe à la Coupe du monde de football des moins de 20 ans avec l'équipe de Slovaquie des moins de 21 ans. 
Il participe à la Coupe du monde 2010 qui a lieu en Afrique du Sud avec l'équipe slovaque.

## Clubs
- 2002-déc. 2005  : Slovan Liberec  République tchèque
- jan. 2006-déc. 2007 : Manisaspor  Turquie
- depuis jan. 2008-2014 : Beşiktaş JK  Turquie
  - jan. 2011-2011 : Istanbul BB  Turquie (prêt)
- 2014-2015 :  Çaykur Rizespor
- 2015-2017 :  Sydney FC
- depuis 2017 :  Slovan Bratislava

## Palmarès
Avec Beşiktaş :
- Champion de Turquie en 2009
- Vainqueur de la Coupe de Turquie en 2009 et 2011

Avec le Slovan Liberec :
- Champion de République tchèque en 2006

 Avec le SK Slovan Bratislava
- Coupe de Slovaquie en 2018